# You Suck Charlie
You Suck Charlie è un singolo del cantante giapponese Joji, pubblicato indipendentemente l'8 ottobre 2015.

## Antefatti
Nel tardo 2015 il brano, insieme a Thom, acquista pooplarità sul web e ciò spingerà Joji, conosciuto al tempo solo nel suo ruolo di youtuber "Filthy Frank", ad annunciare pubblicamente il suo malcontento su un post su Instagram. Inizialmente Joji avrebbe voluto mantenere segreto dalla sua fanbase il suo ruolo di musicista. In seguito alla scoperta di questi due brani, il 12 gennaio 2016 l'artista rese pubblico l'account di SoundCloud e YouTube.
Inizialmente i brani you suck charlie e Thom, come annunciato da Joji e come raffigurato sulle coverart dei due singoli, dovevano far parte di un album full-length intitolato Chloe Burbank Vol. 1. L'album non venne più pubblicato per via del cambiamento musicale dell'artista e della successiva partnership con l'etichetta 88rising.
Il 29 gennaio 2019 l'artista esegue dal vivo il brano (dopo circa 2 anni dalla prima ed ultima volta, a Los Angeles) in versione acustica durante il BALLADS 1 Tour a Santa Ana.

## Il brano
Uno dei primi brani sperimentali dell'artista, presenta un campionamento della canzone Christmas Time is Here del trio di Vince Guaraldi.